# 借母溪乡
借母溪乡，是中华人民共和国湖南省怀化市沅陵县下辖的一个乡镇级行政单位。

## 行政区划
借母溪乡下辖以下地区：
石碑村、管山村、军大坪村、赵家山村、叶口村、筒车坪村、学宋溪村、氽水溪村、南溪坪村、小贝村、两岔溪村、八都溪村、田家组村、枫香坪村、符家坪村、张家村、教家坪村、曹家村、寨溪坪村、洪水坪村、刘家塔村、借母溪村、竹坪村和上马山村。